# Kannapur Hatti, Lingsugur
Kannapur Hatti là một làng thuộc tehsil Lingsugur, huyện Raichur, bang Karnataka, Ấn Độ.